# Enquete
Mit Enquete (IPA: [ɑ̃ˈkeːt] oder [ɑ̃ˈkɛːt], anhörenⓘ), in der Schweiz Enquête (französisch enquête „Untersuchung“, von lateinisch inquirere ‚nachforschen‘, ‚untersuchen‘), wird im staatsrechtlichen Wortsinn die vorherige Prüfung aller Verhältnisse und Gegebenheiten bezeichnet, die in einem gesetzgeberischen Verfahren geordnet werden sollen. Der zusammengesetzte Begriff Enquete-Kommission wird häufiger benutzt als die Bezeichnung Enquete.
Im allgemeineren Wortsinn werden auch andere (oft, aber nicht zwingend amtliche) Befragungen, Erhebungen und Nachforschungen so bezeichnet.
In Österreich wird der Begriff „Enquete“ auch synonym für Arbeitstagung verwendet.